# Heteromesus bifurcatus
Heteromesus bifurcatus là một loài chân đều trong họ Ischnomesidae. Loài này được Menzies miêu tả khoa học năm 1962.